# 法国大革命：马赛曲的回响
《法国大革命：马赛曲的回响》是英国历史学家艾瑞克·霍布斯邦创作的关于法国大革命对后世影响一本书，1990年由维索图书出版。本书创作于革命爆发两百年后的1989年，此时爆发的东欧剧变让学术界对法国大革命的意义产生了两极分化：一些人认为东欧剧变是法国革命思想的顶峰体现，而另一些人则认为东欧剧变是对法国革命思想的断然否定。